# Apis mellifera mellifera
L'Apis mellifera mellifera Linneo, 1758, è una sottospecie dell'Apis mellifera. Piccola, di colore scuro, spesso viene detta ape nera tedesca o meglio ape nera europea. Originariamente era descritta come razza facile da trattare e docile ma a seconda delle zone e degli adattamenti ambientali talvolta s'è confermata più docile della ligustica anche se meno della carnica,  talvolta invece s'è guadagnata la reputazione di essere molto aggressiva (al punto che gli apicoltori hanno ritenuto difficile lavorare con alcune colonie).

## Ecotipi
Per l'Apis mellifera mellifera vengono normalmente identificati tre o quattro ecotipi:
- mellifera (ape castana)
- lehzeni (ape di Heathland)
- nigra (ape nera), che ha alcune significative varianti genetiche (a volte considerate ecotipi separati) quali l'ape di Pomerania o l'ape delle Alpi tedesche.

Possono essere distinte dalle altre sottospecie grazie al loro corpo grassoccio e all'abbondante pelo sparso sulla zona toracica e addominale, che conferisce loro il tipico colore castano scuro; nella nigra è anche presente della pigmentazione scura sulle ali. Quando da lontano si scorge uno sciame di queste api, esso appare di colore nerastro o, nella mellifera, di colore castano scuro.
Gli ibridi naturali sono aggressivi, e possono essere riconosciuti grazie a un'area giallastra ai lati dell'addome, ma tale tecnica risulta difficilmente conclusiva. Oggigiorno, l'unica caratteristica che viene considerata affidabile per una distinzione certa è la venatura delle ali.

## Importanza
Apis mellifera mellifera è una sottospecie poco significativa commercialmente tra le api dell'Europa occidentale, vi sono comunque moltissimi apicoltori non professionisti che si dedicano alla conservazione di questa sottospecie.
La prima sottospecie introdotta in America fu proprio la mellifera. Prima del suo arrivo il nuovo mondo non presentava alcuna specie del genere apis, tutte le specie di apoidi presenti erano invece della famiglia Melipona.
Gli ibridi discendenti delle api nere coloniali originarie possono essere sopravvissuti come api selvagge. Alcuni rapporti di apicoltori riportano che, dopo l'arrivo della Varroa al continente americano nel 1987, alcune colonie delle api selvagge sopravvivevano ancora. La forma nativa non è più presente in America del Nord.
Attualmente gli allevatori specializzati ed i ricercatori lavorano per conservare ed estendere quello che potrebbe rimanere delle linee originarie della sottospecie, che sopravvivono per la maggior parte in Norvegia (ape di Heathland), Alpi (ape nera), Alpi polacche e Belgio (ape mellifera) e 
solo in piccola parte in Germania e in Francia.